# Autosuggestió
L'autosuggestió és la inducció a creure alguna cosa o estar en una determinada situació mental mitjançant la repetició de frases o conductes que es fixen a l'inconscient fins a arribar a esdevenir pautes internes, per exemple quan un individu es repeteix a si mateix frases d'ànim per tal d'assolir motivació cara una feina. Pot estar induïda des de fora, com amb l'efecte placebo.
És una tècnica important per crear autoconcepte favorable i per superar dificultats, ja que augmenta els recursos psicològics motivacionals i d'aprenentatge.